# Lagoa Negra (Lajes do Pico)
A Lagoa Negra é uma lagoa portuguesa, localizada na ilha açoriana do Pico, arquipélago dos Açores, município das Lajes do Pico.
Esta lagoa encontra-se rodeada por várias elevações, designadamente, o Cabeço do Lopes, o Cabeço da Lança, o Cabeço da Lagoinha e o Cabeço das Cabras.